# Validité (droit)
 (mars 2025).
Si vous disposez d'ouvrages ou d'articles de référence ou si vous connaissez des sites web de qualité traitant du thème abordé ici, merci de compléter l'article en donnant les références utiles à sa vérifiabilité et en les liant à la section « Notes et références ».
Pour les articles homonymes, voir Validité.
En droit, la validité est le caractère contraignant d'une norme.
La validité est la résultante de conditions de forme (respect de la procédure d'adoption de la norme) et de fond (respect des règles de droit supérieures).
La validité n'est pas la légalité : une norme légale peut ne pas être valide (si elle n'est pas entrée en vigueur), mais une norme illégale est nécessairement invalide. [réf. nécessaire]